# Călugărenii Vechi
Călugărenii Vechi – wieś w Rumunii, w okręgu Botoszany, w gminie Ungureni. W 2011 roku liczyła 366 mieszkańców.